# Turris crispa
Turris crispa é uma espécie de gastrópode do gênero Turris, pertencente a família Turridae.